# What Will the Neighbours Say?
A What Will the Neighbours Say? az angol Girls Aloud lányegyüttes második stúdióalbuma. Az albumról négy Top 5-ös kislemez készült. Ezt az albumot már kizárólag Brian Higginsszel és a Xenomaniával készítette a csapat.

## Dallista
1. The Show (Miranda Cooper, Brian Higgins, Lisa Cowling, Jon Shave, Tim Powell, Xenomania) – 3:36
2. Love Machine (Miranda Cooper, Brian Higgins, Tim Powell, Nick Coler, Lisa Cowling, Myra Boyle, Shawn Lee) – 3:25
3. I'll Stand By You (Chrissie Hynde, Tom Kelly, William Sternberg) – 3:43
4. Jump (Gary Paul Skardina, Marti Sharron, Stephan Mitchell) – 3:39
5. Wake Me Up (Miranda Cooper, Brian Higgins, Tim Powell, Shawn Lee, Lisa Cowling, Paul Woods, Yusra Marue) – 3:27
6. Deadlines & Diets (Miranda Cooper, Brian Higgins, Matt Gray) – 3:57
7. Big Brother (Miranda Cooper, Brian Higgins, Tim "Rolf" Larcombe, Lisa Cowling, Girls Aloud) – 3:58
8. Hear Me Out (Miranda Cooper, Brian Higgins, Lisa Cowling, Tim Powell, Girls Aloud) – 3:42
9. Graffiti My Soul (Miranda Cooper, Brian Higgins, Lisa Cowling, Peblab, Tim Powell) – 3:14
10. Real Life (Miranda Cooper, Brian Higgins, Tim "Rolf" Larcombe, Lisa Cowling) – 3:41
11. Here We Go (Miranda Cooper, Brian Higgins, Matt Gray) – 3:45
12. Thank Me Daddy (Miranda Cooper, Brian Higgins, Tim Powell, Tim "Rolf" Larcombe, Lisa Cowling, Paul Woods, Girls Aloud) – 3:22
13. I Say a Prayer for You [UK bonus track] (Miranda Cooper, Brian Higgins, Lisa Cowling, Tim Powell, Girls Aloud) – 3:33
14. 100 Different Ways [UK bonus track] (Miranda Cooper, Brian Higgins, Lisa Cowling, Nick Coler, Girls Aloud) – 3:41